# Tipula (Trichotipula) dis
Tipula (Trichotipula) dis is een tweevleugelige uit de familie langpootmuggen (Tipulidae). De soort komt voor in het Nearctisch gebied.